# Обещать — не значит жениться (фильм)
«Обещать — не значит жениться» (англ. He's Just Not That Into You) — художественный фильм в жанре романтической комедии, поставленный режиссёром Кеном Куописом по мотивам одноимённой книги, написанной сценаристами сериала «Секс в большом городе» о том, как найти свою любовь. Премьера фильма состоялась 6 февраля 2009 года в Лос-Анджелесе и Нью-Йорке.

## Сюжет
Фильм представляет собой истории нескольких молодых людей, живущих в Балтиморе. Им от 20 до 30 лет, и все они хотят одного — найти любовь.
Одни сходятся, другие расстаются, третьи пытаются найти золотую середину. Все они разные, но их объединяет одно желание — быть счастливыми, и они стараются для этого сделать всё возможное, даже если это иногда причиняет боль.
Джи-Джи одержима мыслями о поисках идеального мужчины, с которым она проживёт остаток своих дней. После свидания с Конором девушка никак не может понять, почему он ей не перезванивает. В попытке это выяснить она получает ответ от друга Конора — хозяина бара Алекса. Постепенно девушка понимает, что ей нравится Алекс, однако он не разделяет её чувства.
Между тем Коннор пытается понять, почему у него всё так медленно развивается с красавицей Анной. Кажется, она заинтересована парнем, но между ними словно возникает стена, стоит им сблизиться. Не помогло их отношениям и знакомство Анны с женатым Беном, который на грани того, чтобы изменить своей жене — напористой Джанин, коллеге Джи-Джи.
Подруга Анны, умница Мэри, тоже никак не может найти своего идеального принца, каждый, кого она встречает на своём пути, оказывается легкомысленным ловеласом. Чтобы поскорее найти мужчину своей мечты, Мэри пользуется любыми возможностями, включая знакомства на сайте MySpace. Мэри, благодаря онлайн сервису, встречается в кафе с Конором и у них завязываются отношения. Мэри после этого удаляет все свои аккаунты с сайтов знакомств.
У друга Бена, Нила, свои проблемы: он не хочет жениться на своей подружке Бет, которую любит всем сердцем, искренне веря, что брак лишь всё испортит. Они расстаются. А в жизни Бет наступают тяжёлые времена, когда у её отца случается сердечный приступ. Когда все становится очень тяжело, на помощь Бет приходит Нил. Бет готова смириться с его полным неприятием супружеской жизни, из всех знакомых именно он оказался самым надежным мужчиной. Нил пересматривает свои взгляды на институт брака и делает Бет предложение. В концовке герои гуляют на свадьбе Бет и Нила на яхте.

## В ролях
| Актёр              | Роль                        |
| ------------------ | --------------------------- |
| Джиннифер Гудвин   | Джи-Джи Филлипс             |
| Джастин Лонг       | Алекс                       |
| Кевин Коннолли     | Конор Барри                 |
| Дрю Бэрримор       | Мэри Харрис                 |
| Скарлетт Йоханссон | Анна Маркс                  |
| Брэдли Купер       | Бен Гандерс                 |
| Дженнифер Коннелли | Джанин Гандерс              |
| Дженнифер Энистон  | Бет Мёрфи                   |
| Бен Аффлек         | Нил Джонс                   |
| Крис Кристофферсон | Кен Мёрфи , отец Бет и Лоры |
| Бизи Филиппс       | Келли Энн                   |
| Уилсон Крус        | Нэйтан                      |
| Хэйди Барресс      | Лора Мёрфи                  |
| Леонардо Нэм       | Джошуа Ншайен               |
| Рол Келлер         | Брюс                        |
| Наташа Леггеро     | Эмбер Гнеч                  |
| Саша Александр     | Кэтрин                      |
| Кори Пирсон        | Джуд                        |
| Билл Броктрап      | Ларри                       |
| Питер О’Мира       | Билл                        |
| Луис Гусман        | Хавьер                      |
| Брендон Кинер      | Джарред                     |
| Морган Лили        | Маленькая девочка           |
| Трентон Роджерс    | Маленький мальчик           |
| Мишель Кармайкл    | Мама                        |

## Удалённые сцены

### День Рождения Майи
Коннор и Анна поздравляют мать девушки, Майю, с Днём рождения. Анна дарит ей пластинку Тима Бакли Starsailor. Девушка проходит в дом и ставит песню «Song to the Siren», а Майя рассказывает Коннору, что она встречалась с Бакли. Их знакомство произошло в 1974 году, женщина безумно влюбилась в него, но к тому времени уже была связана обязательствами с отцом Анны. Затем Коннор провожает Анну домой.
Сцену удалили по ряду причин: во-первых, она крайне продолжительна; во-вторых, режиссёру показалось, что сцена не вписывается в общий тон картины; в-третьих, по первоначальной задумке Куопис хотел показать, как сильно Анна похожа на свою мать, но в конце понял, что Анна — самостоятельная молодая девушка, которая не только не следует по стопам Майи, но и старается жить иначе. Наконец, режиссёр решил, что лучше оставить пробелы в истории Анны, чтобы зрители сами создали её окончательный образ в своих головах.

### Анна и Майя
Анна рассказывает своей матери, что она влюбилась в мужчину, который поступил с ней подло (имея в виду, что ей пришлось сидеть в шкафу в офисе, пока Бен занимался сексом с Джанин), а также о Конноре, который хорошо к ней относится, но она не любит его. На что её мать отвечает, что хоть она и не любила отца Анны, жизнь с ним была в тысячу раз лучше, чем без него.
Режиссёру не нравилось, что после предыдущей сцены между Анной и Майей данная сцена выглядела примирением двух женщин, и всё вышло слишком просто. Кроме того, упрощался образ Анны, которая безоговорочно приняла и последовала совету матери. Также сцена получилась слишком неправдоподобной в контексте всего фильма — слишком быстрое разрешение конфликта между «матерью и дочерью» (или даже «отцом и сыном») — «в жизни так не бывает».

### Анна поёт
Анна поёт песню «Last Goodbye» в ресторане.
Первоначально, этот эпизод должен был быть включён в картину, но в итоге он появляется лишь в финальной сцене при смене кадров — в этот момент звучит голос Джи-Джи (в исполнении Джиннифер Гудвин) за кадром и песня «Love Save The Empty» в исполнении Эрин МакКарли. Опять же, сцена получилась слишком драматичной «трагической кульминацией» жизни Анны на тот момент. Интересно, что песню написал и исполнил Джефф Бакли, сын музыканта Тима Бакли. За роялем сидит режиссёр Кен Куопис, который на самом деле не умеет играть на рояле, а лишь делает вид.

### Свидание Билла и Джи-Джи
Неудачное свидание Джи-Джи и Билла, во время которого Алекс пытается дозвониться до девушки. После этой сцены следует прощание у квартиры Джи-Джи и появление Алекса с извинениями и признанием в любви.
По признанию режиссёра, ему доставляют большое удовольствие сцены, в которых персонажи испытывают неловкость в ходе общения. А такая неловкость между Джи-джи и Биллом есть: длинные паузы, отсутствие общих тем для разговора. Показано, как Джи-Джи старается сделать так, чтобы свидание удалось. Но Куопис всё же решил, что будет лучше, если зрители не узнают, как провели вечер Джи-Джи и Билл — «возможно, всё прошло гладко». Однако зрителям заметно, как изменилась Джи-Джи — она спокойна, больше не ожидает смс от него сразу же после свидания да и вообще, готова принять тот факт, что с Биллом у неё ничего не получится. Даже в сцене прощания на пороге квартиры девушки заметно, как она отстранена. «Без этой сцены чувствуется сила Джи-Джи», которая сама приняла решение повзрослеть, а не измениться, потому что ничего другого не остаётся. Теперь для Алекса будет труднее завоевать её — теперь они поменялись местами. Интересно, что до, во время после этой сцены следуют сцены с поющей Анной.

### Встреча Коннора и Мэри
Альтернативная сцена встречи Мэри и Коннора: на гей-параде Коннор и его клиенты взбираются на платформу, на которой едут Мэри и её друзья-геи с работы. Молодые люди начинают танцевать.
От сцены было решено отказаться, так как из-за фона в виде гей-парада с его яркими образами и действием, теряется важное для сюжета — встреча Мэри и Коннора. Куопис посчитал, что они должны встретиться в более непринуждённой и интимной обстановке. Сам режиссёр говорит, что получил большое удовольствие от съёмок этой сцены, для которой были построены большие платформы и приглашены «драг-королевы» и «мускулистые парни в коже». Также в сцене звучит песня «One More Time» из репертуара группы Daft Punk.

## Производство

### Сценарий
Фильм снят по мотивам широко известного одноименного бестселлера сценаристов телесериала «Секс в большом городе», Грега Берендта (он появился в роли священника на свадьбе.) и Лиз Туччилло. Идея книги пришла в голову авторам во время работы над сценой в одном из эпизодов сериала «Секс в большом городе», когда новый парень Кэрри Бредшоу, писатель Джек Бергер, говорит Миранде Хоббс, что парень отказался зайти к ней, ссылаясь на занятость, потому что он на неё не запал (англ. he's just not into you). В комментариях к одной из удалённых сцен на DVD режиссёр говорит, что первоначальная версия сценария Эбби Кон и Марка Сильверштейна была более драматичной, так как многие сюжетные линии не получили однозначной развязки или вовсе были нейтральными и исключали «happy end».

### Съёмки
Съёмки картины проходили в Беверли-Хиллз, Балтиморе, Лондоне, Портленде, а также в других городах Калифорнии и Англии. Все внутренние сцены снимались в Лос-Анджелесе. Балтимор (штат Мериленд) был выбран местом действия, так как в романтических комедиях события, чаще всего происходят в Нью-Йорке. Кроме того, сценарист Марк Сильверштейн жил в этом городе несколько лет, до того как поступил в колледж.

## Музыка

### Саундтрек
Саундтрек поступил в продажу 10 марта 2009 года.
1. «I’d Like To» — Corinne Bailey Rae (4:06)
2. «I’m Amazed» — My Morning Jacket (4:34)
3. «Don’t You Want Me» — The Human League (3:57)
4. «Supernatural Superserious» — R.E.M. (3:24)
5. «Madly» — Tristan Prettyman (3:18)
6. «This Must Be the Place (Naive Melody)» — Talking Heads (4:55)
7. «By Your Side» — The Black Crowes (4:29)
8. «I Must Be High» — Wilco (2:59)
9. «You Make It Real» — James Morrison (3:32)
10. «If I Never See Your Face Again» — Maroon 5 (3:19)
11. «Can’t Hardly Wait» — The Replacements (3:04)
12. «Fruit Machine» — The Ting Tings (2:53)
13. «Smile» — Lily Allen (3:15)
14. «Somewhere Only We Know» — Keane (3:57)
15. «Love, Save the Empty» — Erin McCarley (3:17)
16. «Friday I’m In Love» — The Cure (3:35)
17. «Last Goodbye» — Scarlett Johansson (2:32)

В интернет-магазинах с возможностью скачивания трека с сайта после оплаты, присутствует бонусный 18 трек «He’s Into Me!», написанный Клиффом Эдельманом. Позже трек был издан на официальном альбоме с инструментальной музыкой к картине. Издатель — «New Line Records».
На саундтреке к фильму присутствует композиция, которая не звучала в картине. Это песня «Last Goodbye» в исполнении Скарлетт Йоханссон, сыгравшей в фильме Анну. Именно эту песню пела в ресторане Анна в финальном монтаже сцен. Песню написал и исполнил Джефф Бакли.

### Также звучали
- «Break My Stride» — Matthew Wilder (& Greg Prestopino)
- «Buscando Olvidar» — Alfred Gomez, Jr.
- «Cherish» — The Association
- «Her Look At Night» — Jerry Kalaf
- «I I Can Feel The Fire» — Ron Wood
- «I Got a Woman» — Элвис Пресли
- «I Want You» — Bon Jovi
- «Kim’s Waltz» — Will Kaplan
- «Little Thing You Do» — Amille Harris
- «Mr. Disco» — New Order
- «Send It On» — D’Angelo
- «She Loves Me» — Stephen Duffy
- «Snowbird» — Anne Murray
- «Sophisticated Lady» — Will Kaplan
- «Stay With Me (By The Sea)» — Corinne Bailey Rae
- «Sweet Sixteen Bars» — Michael Pewny & Torsten Zwingenberger
- «The Jitterbug Waltz» — Marcus Roberts & Ellis Marsalis
- «Tito’s Samba» — Will Kaplan
- «Worried About My Baby» — Howlin’ Wolf

Песни из удалённых сцен:
- «Song To The Siren» — Tim Buckley
- «One More Time» — Daft Punk

Музыка из трейлера:
- «Love, Save The Empty» — Erin McCarley
- «Friday I’m In Love» — The Cure
- «Did You Get My Message?» — Джейсон Мраз

### Инструментальная музыка
Музыку к фильму написал композитор Клифф Эйделман. Официальный альбом, поступивший в продажу 10 марта 2009 года, включает в себя следующие треки:
1. Prologue / The Signs (2:39)
2. Mixed Messages (0:57)
3. This Other Woman (1:19)
4. Not To Be Trusted (1:55)
5. No Exceptions (2:05)
6. Sailing (1:27)
7. The Love of Your Life (1:16)
8. Are You Going To Marry Me (1:32)
9. Mary At the Blade (0:42)
10. The Pool (1:12)
11. He’s Into Me (2:24)
12. You Don’t Fall In Love That Way (2:07)
13. Tables Turn On Alex (0:56)
14. Janine Revealed (2:43)
15. Beth’s New Day (1:38)
16. Anna’s Truth (0:54)
17. Will You Marry Me (3:07)
18. End Credit Suite (3:03)

Общая продолжительность звучания: 31:55. Издатель — «New Line Records».

## Выпуск
Премьера фильма несколько раз передвигалась: сначала с 2 октября 2008 на 13 февраля 2009, желая приурочить премьеру ко Дню святого Валентина, а затем премьеру перенесли на неделю раньше — на 6 февраля 2009. В кинотеатры фильм был доставлен под названием «Проблемный парень» (англ. Boy Trouble).

### Прокат
В премьерные выходные картина собрала 27,8 млн долларов, заняв первое место в списке кассовых лент. При бюджете фильма 40 млн долларов мировые сборы составили 181 053 657 долларов, из которых 93 953 653 — в США и 87 100 004 — за рубежом.

### DVD и Blu-Ray
DVD и Blu-ray с фильмом поступили в продажу 2 июня 2009. Blu-ray-издание включало цифровую копию фильма. Общие сборы от продаж в США составили 26 350 178 долларов.

## Критика
Фильм получил смешанные отзывы. На сайте-агрегаторе Rotten Tomatoes картина набрала 42 % положительных отзывов от критиков, основываясь на 167 обзорах. Сайт Metacritic присвоил картине рейтинг в 47 % на основе 30 обзоров. Многие отметили Джиннифер Гудвин, Дженнифер Коннелли, Дженнифер Энистон и Бена Аффлека за исполнение своих ролей.

## Награды
- BMI Film & TV Awards (2009):

BMI Film Music Award (Cliff Eidelman) — победа
- Teen Choice Awards (2009):

Choice Movie Actress: Comedy (Дженнифер Энистон), а также за роль в фильме Марли и я — номинация
Choice Movie: Romance — номинация
- People's Choice Awards (2010):

Favorite Comedy Movie — номинация